# Oecobius chassieri
Espèce
Oecobius chassieri est une espèce d'araignées aranéomorphes de la famille des Oecobiidae.

## Distribution
Cette espèce est endémique de la région Drâa-Tafilalet au Maroc,. Elle se rencontre dans la province d'Errachidia à Errachidia dans la grotte Aziza.

## Description
Le mâle holotype mesure 1,67 mm et la femelle paratype 2,72 mm, les femelles mesurent de 2,57 à 2,75 mm.

## Systématique et taxinomie
Cette espèce a été décrite par Lecigne et Moutaouakil en 2025.

## Étymologie
Cette espèce est nommée en l'honneur de Michel Chassieri.

## Publication originale
- Lecigne, Moutaouakil & Lips, 2025 : « Contribution to the knowledge of the spider fauna of Morocco (Arachnida: Araneae) – second note. On new species and new records from caves and miscellaneous terrestrial ecosystems. » Journal of the Belgian Arachnological Society, vol. 40, no 1 supplement, p. 1-184.